# Metrolinie 11 (Barcelona)
| Karte |                      |                       |                       |
| Streckenlänge: | 2,2 km               |                       |                       |
| Spurweite: | 1435 mm (Normalspur) |                       |                       |
| |                      |                       |                       |
| \| \| \| Trinitat Nova \| \| \| \| Casa de l’Aigua \| \| \| \| Torre Baró – Vallbona \| \| \| \| Ciutat Meridiana \| \| \| \| Can Cuiàs \| |                      |                       |                       |
| U-Bahn-Kopfbahnhof Streckenanfang (im Tunnel)                                                                                              |                      | Trinitat Nova         | Trinitat Nova         |
| U-Bahn-Haltepunkt / Haltestelle (im Tunnel)                                                                                                |                      | Casa de l’Aigua       | Casa de l’Aigua       |
| U-Bahn-Bahnhof (im Tunnel) |                      | Torre Baró – Vallbona | Torre Baró – Vallbona |
| U-Bahn-Haltepunkt / Haltestelle (im Tunnel)                                                                                                |                      | Ciutat Meridiana      | Ciutat Meridiana      |
| U-Bahn-Kopfbahnhof Streckenende (im Tunnel)                                                                                                |                      | Can Cuiàs             | Can Cuiàs             |

Die L11 ist eine U-Bahn-Linie der Metro Barcelona. Die Linie hat fünf Stationen, die sich alle im Tunnel befinden. Die Streckenlänge beträgt 2,3 Kilometer. Die Linie verläuft von der Station Trinitat Nova im nördlichen Stadtbezirk Nou Barris bis in die nördlich an Barcelona angrenzende Stadt Montcada i Reixac. 

## Geschichte
Eröffnet wurde die Strecke 2003. 
Jährlich benutzen etwa 1,2 Millionen Passagiere (Stand: 2016) die klimatisierten Wagen der L11, was sie zur am wenigsten frequentierten Linie im Metronetz macht. Eine Fahrt von Endpunkt zu Endpunkt dauert etwa sechs Minuten. Die Wagen der Linie 11 verkehren seit 2010 auf der gesamten Strecke vollautomatisch – also ohne Fahrer.

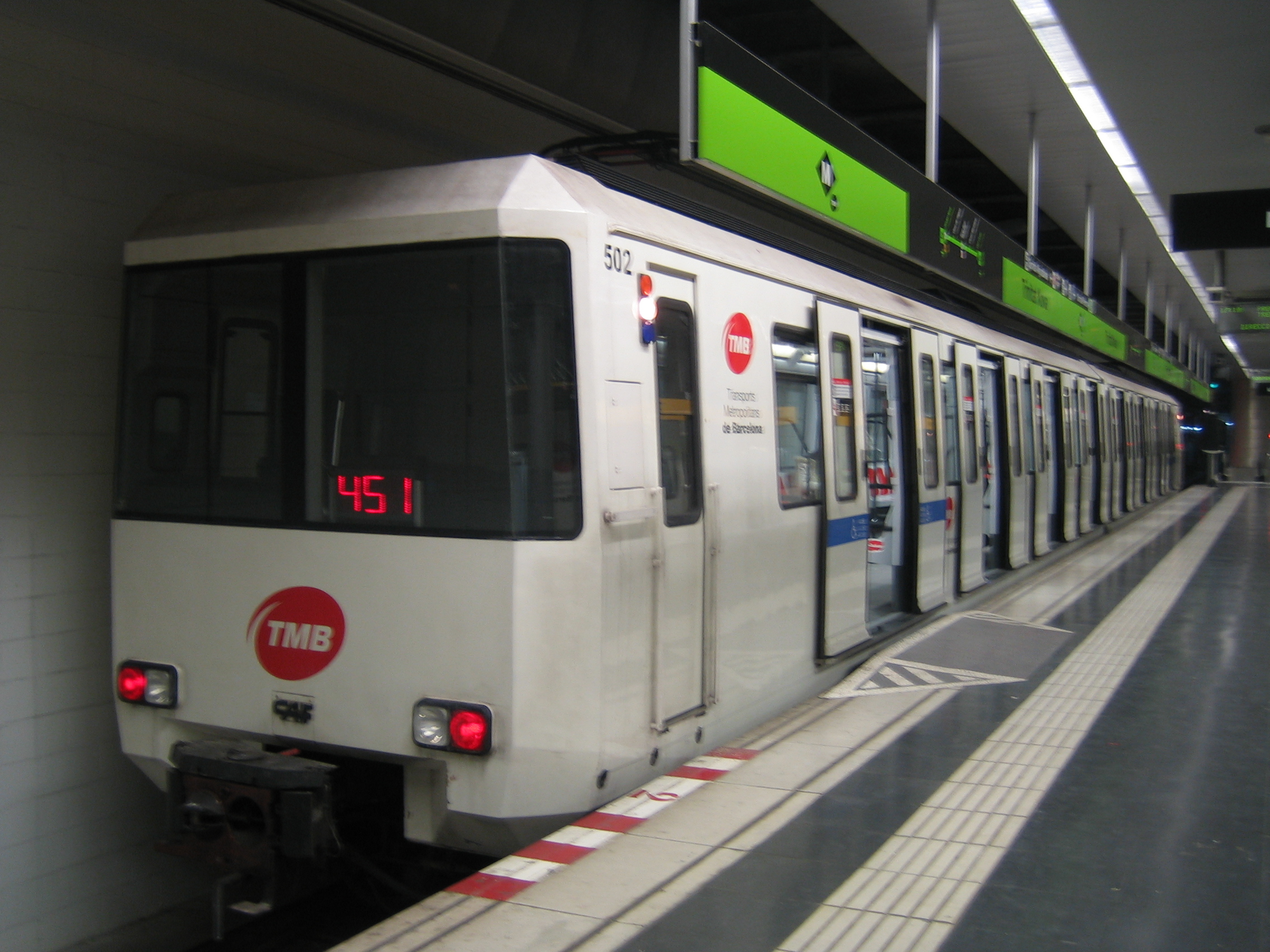
Wagen der Metrolinie 11 (Zugtyp 500)